# イマームザーデ

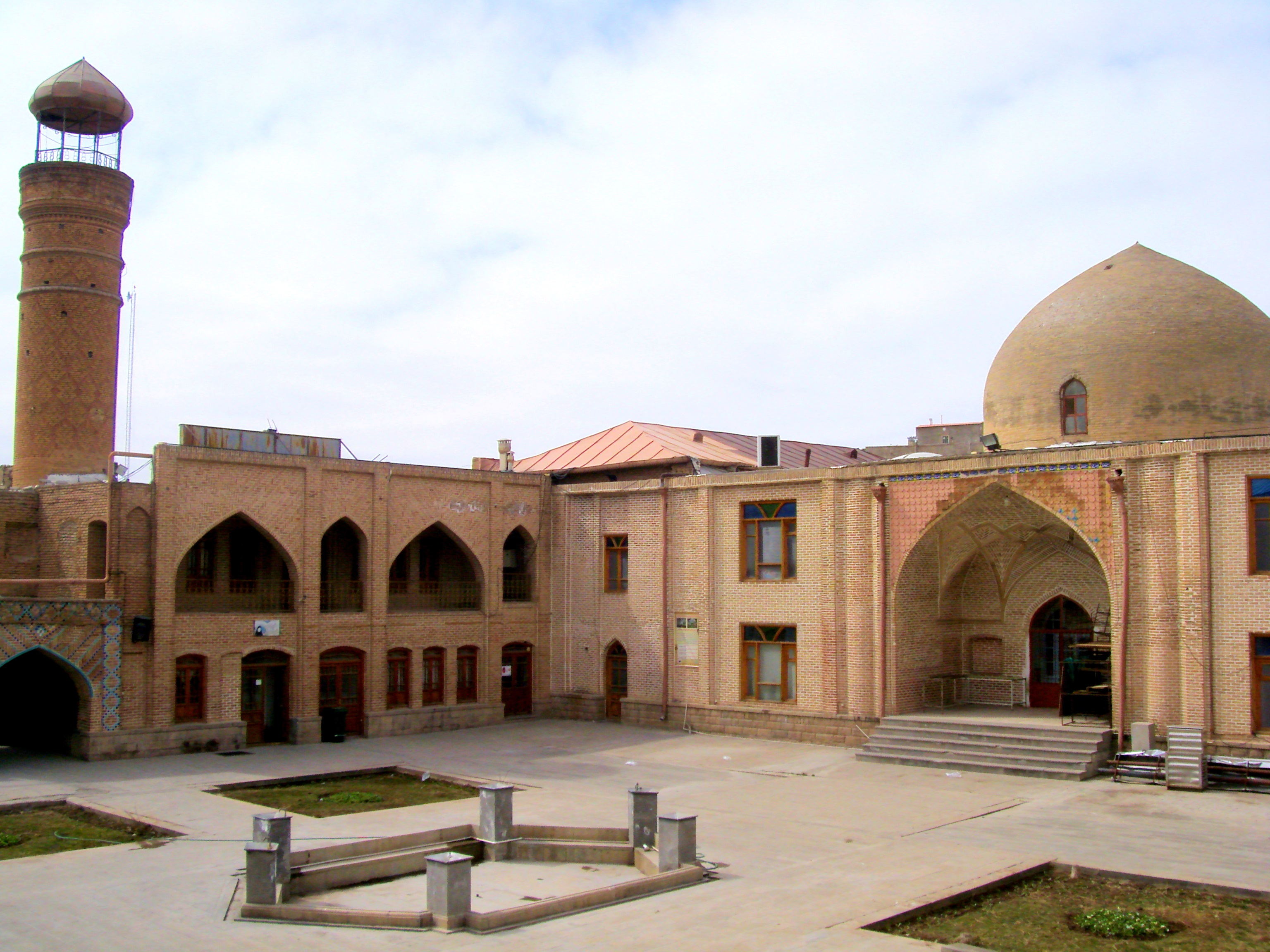
タブリーズのイマームザーデ・ハムザ

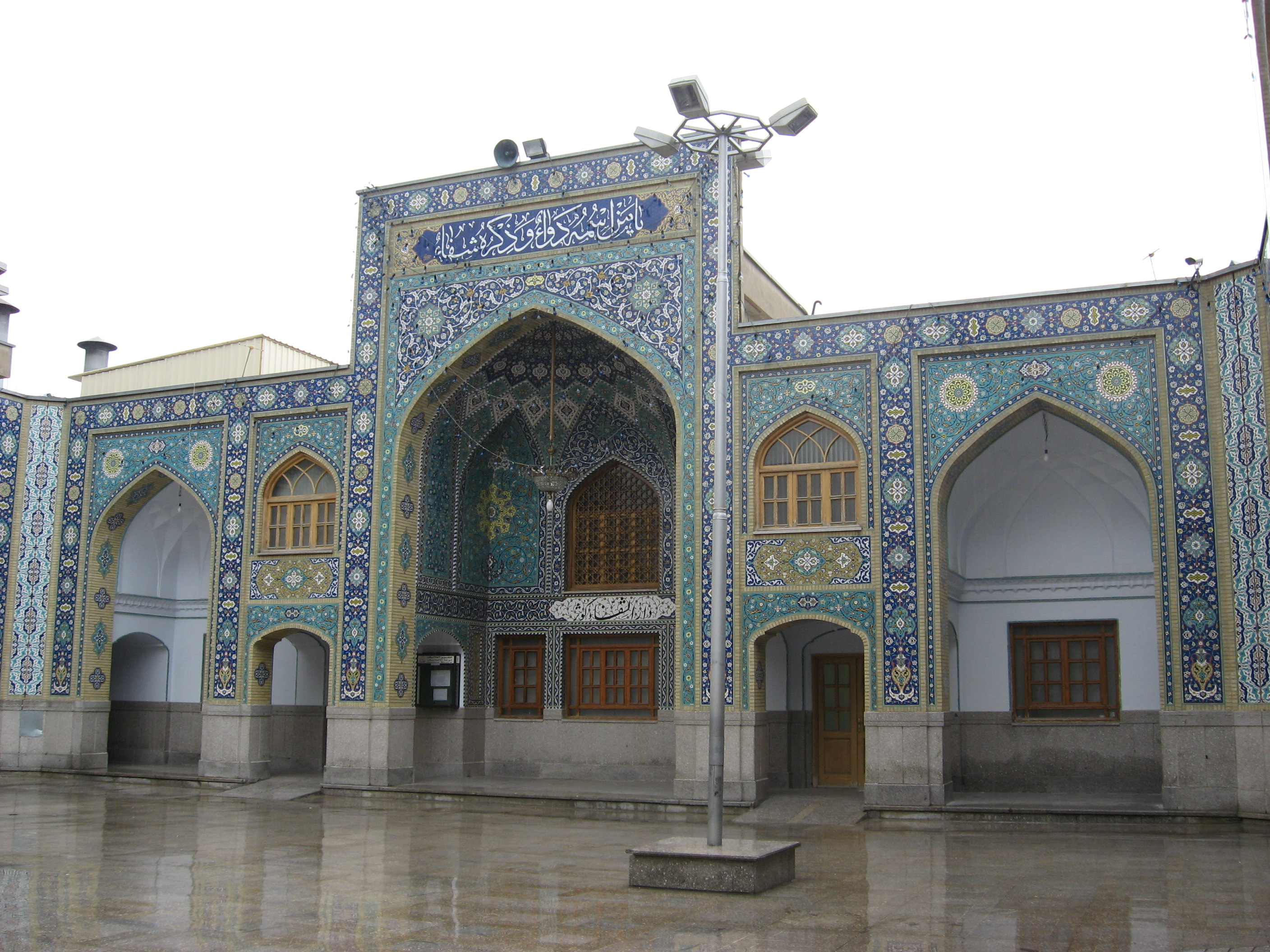
シャフレ・レイのシャー・アブドゥルアズィーム廟

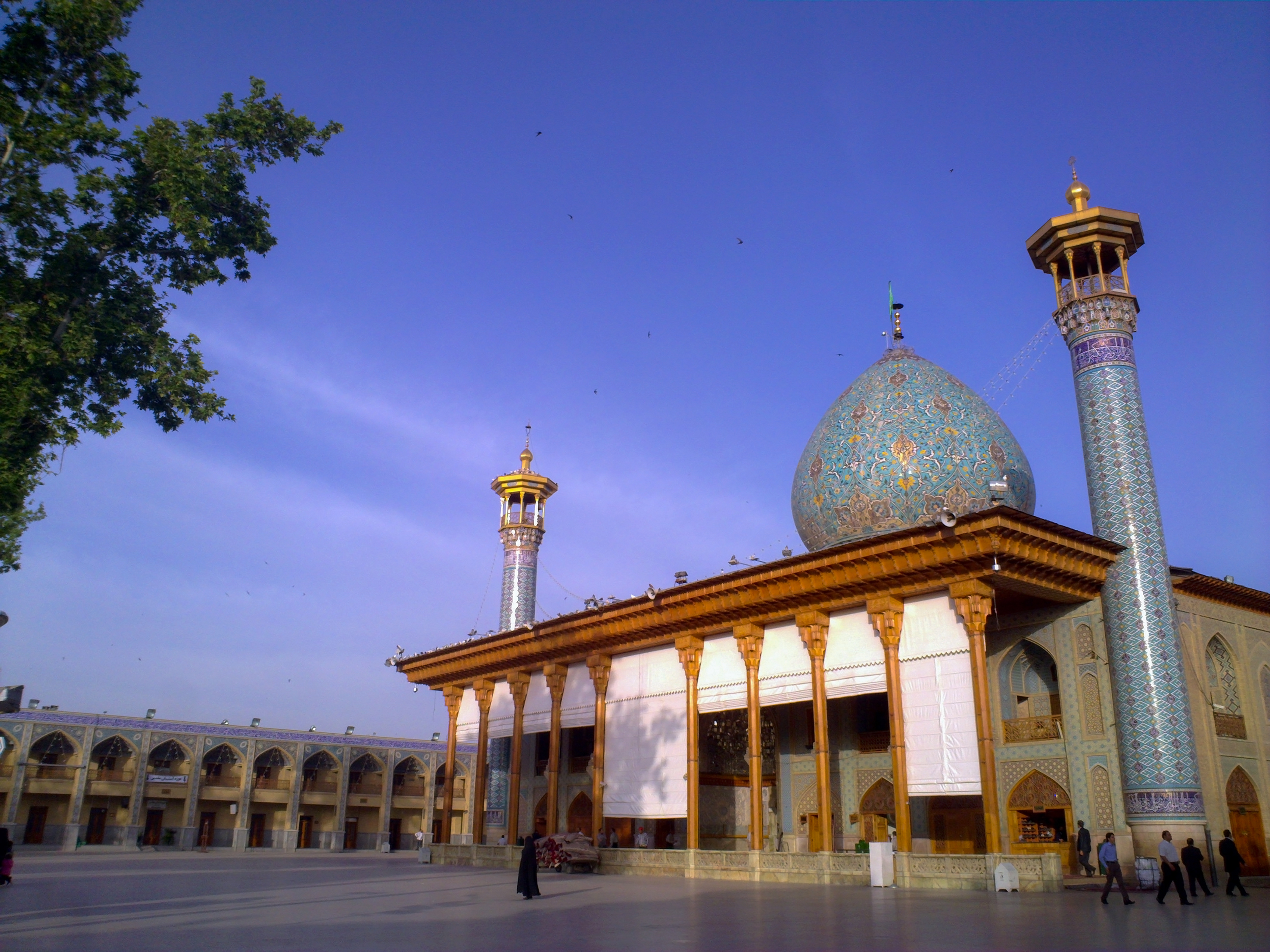
シーラーズのシャー・チェラーグ廟

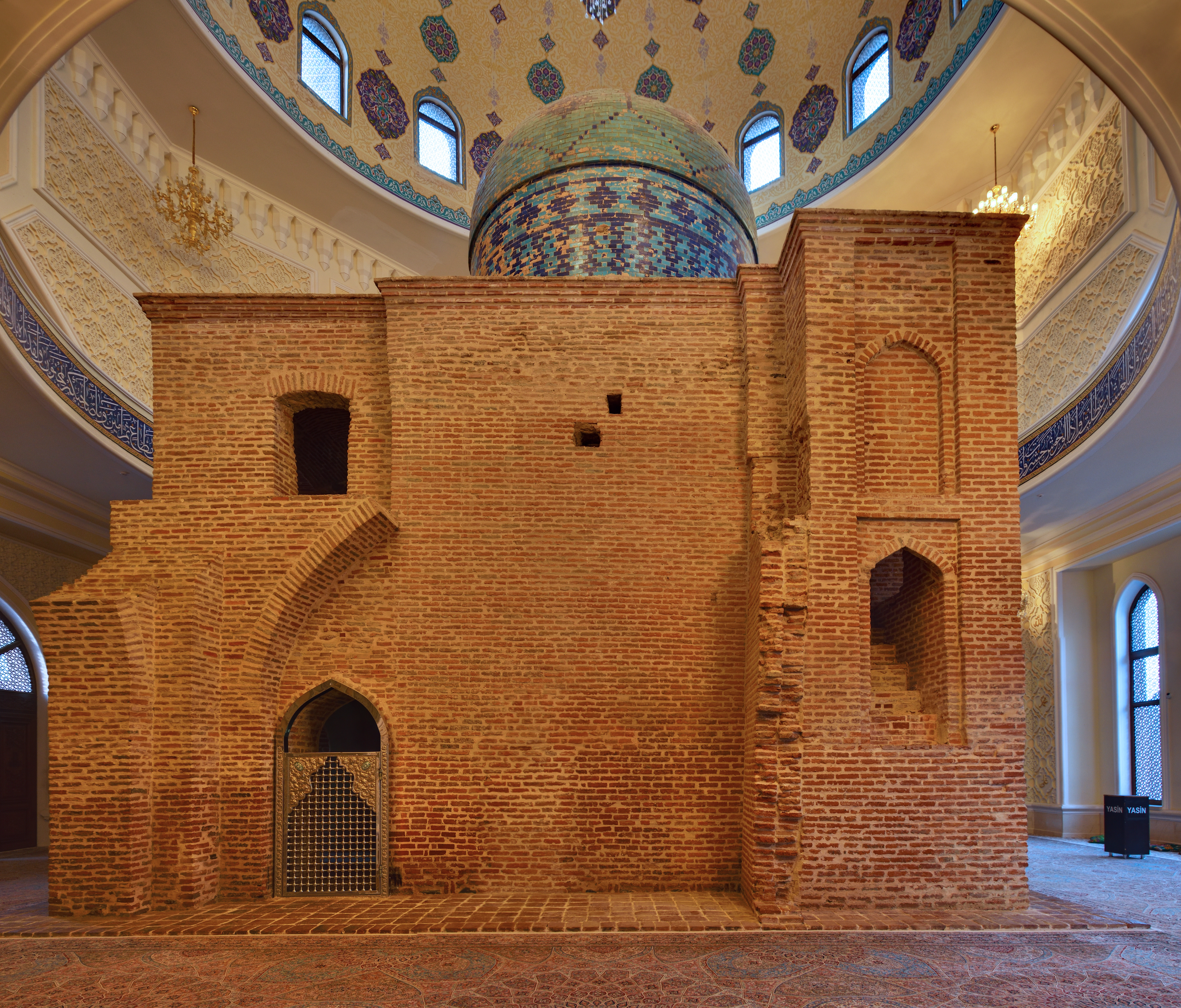
ギャンジャのイマームザーデ・イブラーヒーム

イマームザーデ（ペルシア語: امامزاده, ラテン文字転写: emāmzādeh）は、シーア派イスラームにおいてイマームに関係の深い人物、または、それらの人々の廟を意味する言葉。

## 定義
「イマームザーデ」には2つの意味がある。第一義的には「イマームの子孫」を意味する。イマームの子孫を意味する「イマームザーデ」はサイイドであるが、すべてのサイイドがイマームザーデではない。また、イマームザーデには「イマームの子孫であると信じられている人」も含む。
「イマームザーデ」と呼ばれる人は、通常はイマームの男性の子どもか孫である。しかし、例外的に女性もおり、十二イマーム派においては、この例外的な女性のイマームザーデふたりが、特に重要視されている。そのふたりとは、初代イマームのアリーの娘ザイナブと、8代目イマーム・アリー・レザーの妹ファーティマ・ビント・ムーサーである。
「イマームザーデ」の語は、さらに転じて、イマームの子孫の墓碑 lawḥ の上に建てられた霊廟をも意味するようになった。イマームの親族の墓廟を意味する「イマームザーデ」は、十二イマーム派信徒の集落であれば一つはあるというぐらいに多数、十二イマーム派信仰圏に広く分布する。その形態も、立派な建物を伴った有名な巡礼地になっているものから、人里離れた山腹にただ石を積み上げただけのものまでさまざまである。
吉田 (2023) は「イマームの子孫」を意味する場合の「イマームザーデ」を便宜的に「イマーム親族」と呼び、墓廟としてのイマームザーデと区別している。本項でも以下は、それに倣い、子孫の場合は「イマーム親族」と表記し、墓廟の場合は「イマームザーデ」と表記する。

## イマーム親族の墓廟
イマームザーデはシーア派による崇敬や参詣（ズィヤーラ）の対象とされてきた。イマームザーデへの参詣は民衆宗教的儀礼と言われる。イマームザーデへの参詣により失くしものが見つかったり、病気が治ったりといったバラカが授かるとされる一年の内の特定の期間に詣でるとよいなどと言われることもある。参詣する者が少なくなったイマームザーデは寂れて廃墟になることもある。
ふつうは近場のイマームザーデへ参詣するが、遠くのイマームザーデへ参詣旅行する場合もあり、そのための手引書（ズィヤーラト・ナーマ ziyārat-nāma）も書かれた。ズィヤーラト・ナーマとしてはイブン・クーラワイヒの『参詣全書』などがある。イマームザーデへの参詣が盛んになったのはサファヴィー朝期以後のようである。

## イマームザーデの例
タブリーズのイマームザーデ・ハムザムーサー・カーゼムの息子ハムザの霊廟を中心とした宗教複合である。
シャフレ・レイのシャー・アブドゥルアズィーム廟ハサン・イブン・アリーの子孫であるイマーム親族シャー・アブゥドルアズィームの霊廟を中心に、サッジャードの息子ターヒルとムーサー・カーゼムの息子ハムザの霊廟が複合した宗教複合。テヘラン南郊のシャフレ・レイにある。
シーラーズのシャー・チェラーグ廟ムーサー・カーゼムの息子ムハンマドとアフマドのイマームザーデである。「シャー・チェラーグ」とはペルシア語で「光の王」を意味する。
ギャンジャのイマームザーデムハンマド・バーキルの息子イブラーヒームのイマームザーデ。これを中心にモスクなどの宗教複合が成立している。現在のアゼルバイジャンのギャンジャにある。